# Seascape, A Dramatic Intermezzo (Reed)
Seascape, A Dramatic Intermezzo is een compositie voor bariton (of eufonium) en harmonieorkest van de Amerikaanse componist Alfred Reed. Het werk werd geschreven voor de bariton- en trombonesolist Hunter N. Wiley en ging met hem in première tijdens een concert op 16 maart 1962 door de University of Tampa Symphonic Band onder leiding van Alfred Reed als gastdirigent.
Het werk is door verschillende orkesten opgenomen op langspeelplaat of cd, waaronder het Tokyo Kosei Wind Orchestra met Toru Miura op eufonium en de componist als gastdirigent.